# キルステン・クニップ
キルステン・クニップ（Kirsten Knip、女性、1992年9月14日 - ）は、オランダのバレーボール選手。ポジションはリベロ。オランダ代表。

## 来歴
2010年、TVC Amstelveenへ入団し、プロとしてのキャリアを開始する。2013年、国内リーグで優勝すると、シニア代表に初選出される。正リベロとしてワールドグランプリ、欧州選手権などに出場した。
2014年、イタリアで開催された世界選手権に出場した。

## 球歴
- 世界選手権 - 2014年
- 欧州選手権 - 2013年
- ワールドグランプリ - 2013年、2014年

## 所属クラブ
- TVC Amstelveen（2010-2011年）
- VV Alterno（2011-2012年）
- Sliedrecht Sport（2012-2014年）
- Istres Ouest Provence（2014-2015年）
- Rote Raben Vilsbiburg（2015-2016年）
- Ladies in Black Aachen（2016-2019年）
- CSMヴォレイ・アルバ・ブラジ（2019-2020年）
- Sliedrecht Sport（2020-2021年）
- Stade Français Paris St Cloud（2021-2022年）
- Rote Raben Vilsbiburg（2022-2023年）
- Draisma Dynamo Dames（2023-）